# Özdemiroğlu Osman Paşa
Özdemiroğlu Osman Paşa (1526 - 29 de octubre de 1585) fue Gran Visir del Imperio Otomano de 1584 a 1585.
Fue designado para varios puestos en Egipto. Después de la muerte de su padre en 1561, Osman continuó como gobernador de Eyaleti de Habes durante siete años. En 1569, fue nombrado gobernador de Yemen y en 1573 comandante del Eyalet de Diyarbakir.
El 28 de mayo de 1584 fue ascendido a Gran Visir, conservando también el título de comandante supremo del ejército. Al año siguiente volvió a estar al frente de la batalla. Conquistó Tabriz, en el oeste de Irán. Sin embargo, pocas semanas después, el 29 de octubre de 1585, enfermó y murió. Fue enterrado en Diyarbakir.